# Gens Lucretia
De gens Lucretia was een oorspronkelijk patricische, maar vervolgens ook plebejische gens in het oude Rome.
Het was een van de oudste gentes, en de naam kwam al voor onder de regering van Numa Pompilius, die met een Lucretia was getrouwd. Het cognomen van de patricische Lucretii was Tricipitinus, waarvan Titus Lucretius Tricipitinus, de vader van de door Sextus Tarquinius Superbus verkrachtte Lucretia en samen met Publius Valerius Publicola consul in 508 en 504 v.Chr., mogelijk de bekendste is. De plebejische tak kende de cognomina Gallus, Ofella en Vespillo. Carus kwam ook voor als cognomen van de schrijver, filosoof en dichter Titus Lucretius Carus. Op munten vinden we ook het cognomen Trio, dat bij geen enkele antieke auteur wordt teruggevonden. Van een aantal van de Lucretii is het praenomen niet bekend.

## Bekende leden
- Titus Lucretius Tricipitinus, consul in 508 en 504 v.Chr.
- Titus Lucretius Carus, schrijver, filosoof en dichter

## Referentie
- * W. Smith, art. Lucretia Gens, in W. Smith (ed.), A Dictionary of Greek and Roman Biography and Mythology, II, Boston, 1867, p. 828.